# Màrius Serra i Roig
Màrius Serra i Roig   (Barcelona, 1 de maig de 1963) és un escriptor, periodista, autor de mots encreuats, traductor de l'anglès i enigmista català, llicenciat en Filologia anglesa a la Universitat de Barcelona.

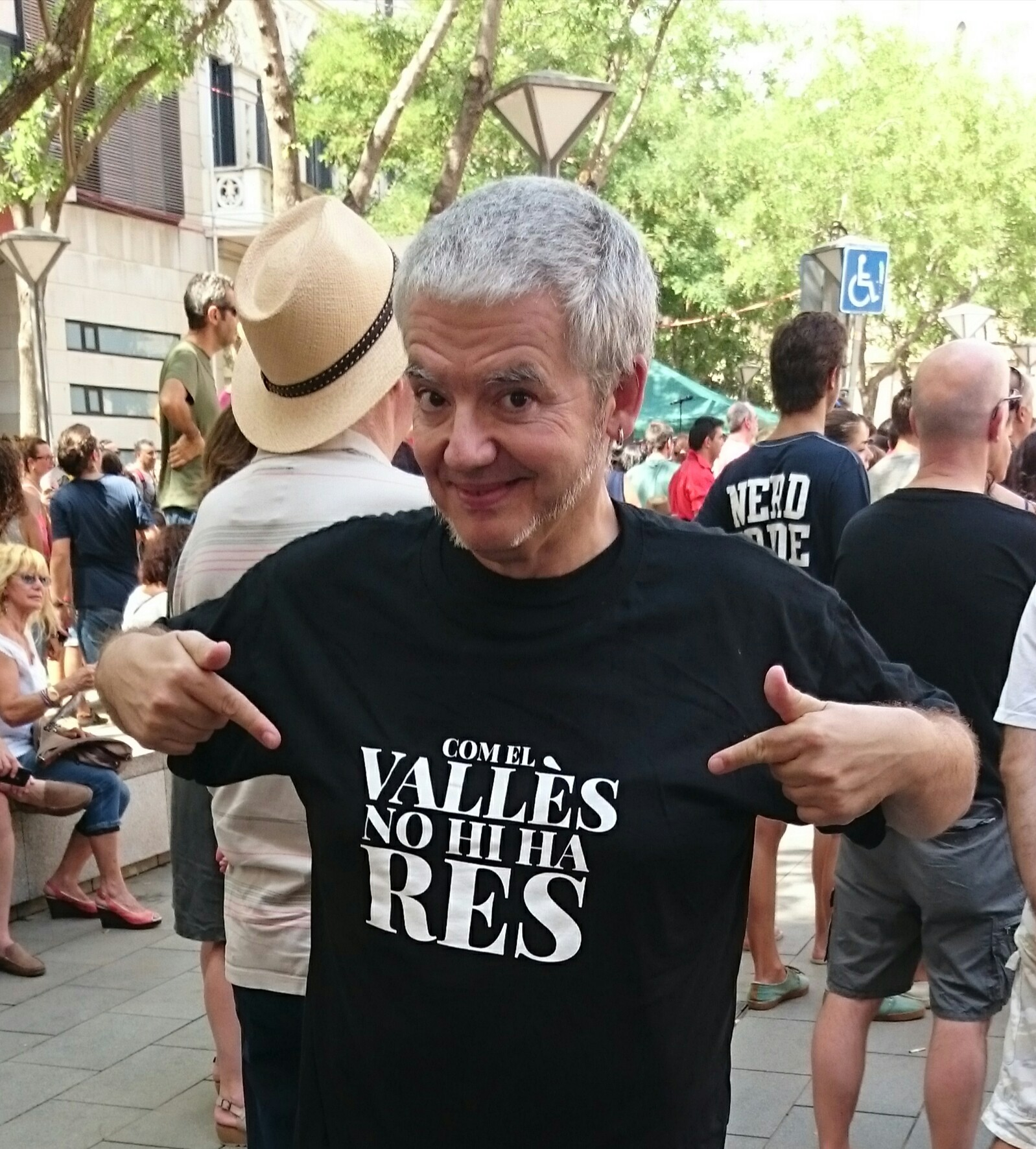
Màrius Serra, el 2009

Tot i que ja tenia algunes obres publicades, es va donar a conèixer l'any 1994 amb la novel·la Mon oncle. Va presentar el programa sobre llibres Alexandria al Canal 33. Ha exercit de columnista en els diaris Avui i La Vanguardia. Estudiós i col·leccionista d'enigmes, jocs de paraules i tots els fenòmens de la ludolingüística, és el responsable dels mots encreuats en català de La Vanguardia des de l'1 de juliol de 1990, quan va substituir Tísner, i de l'espai «L'Enigmàrius» d'El matí de Catalunya Ràdio. A més, va col·laborar amb el magazín diari Divendres de TV3, en la revista digital Esguard i amb el programa de RNE No es un día cualquiera, amb un espai de mots encreuats. Des del febrer de 2013 és membre de l'Institut d'Estudis Catalans.

## Obra

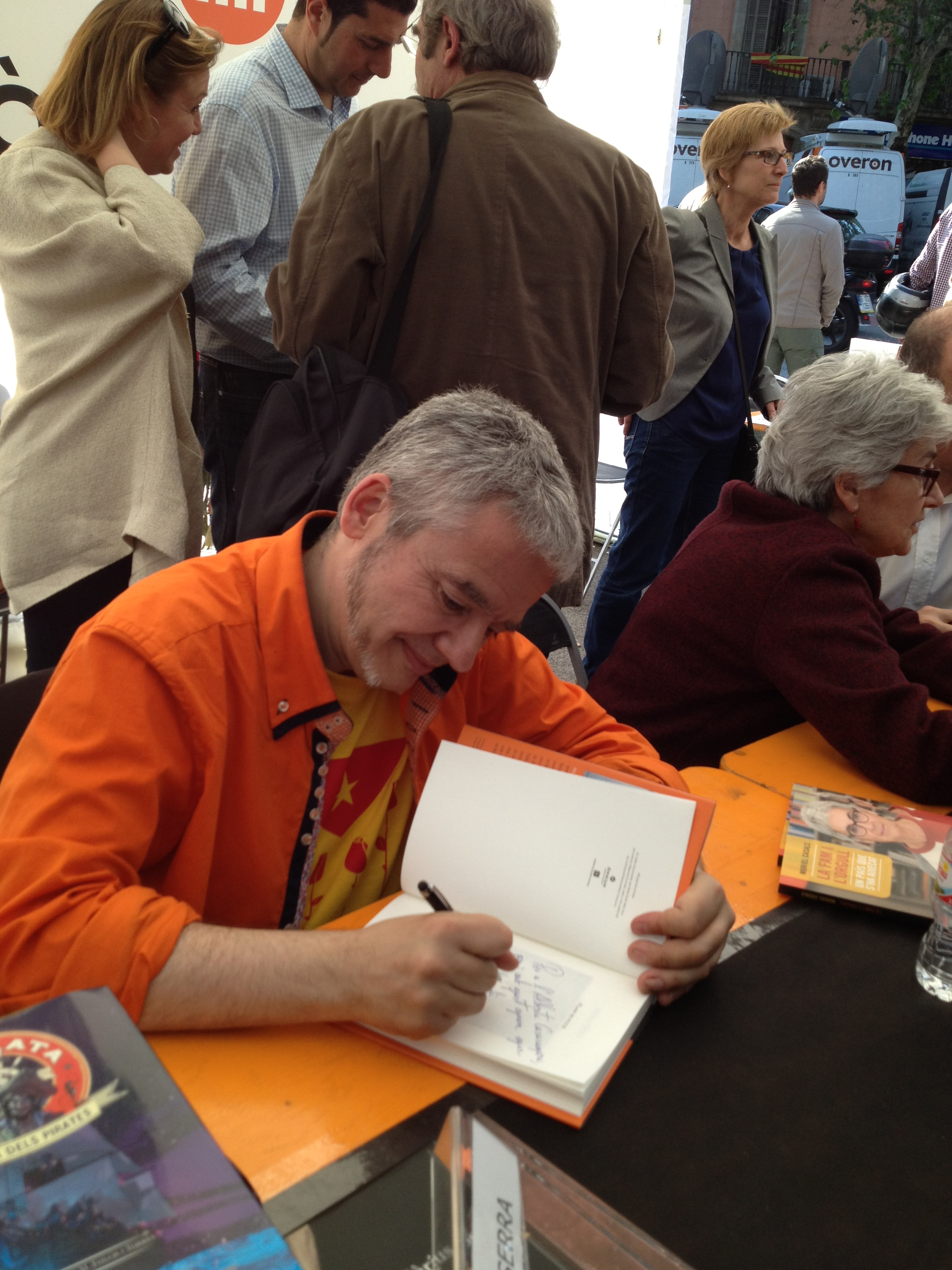
Màrius Serra signant un exemplar de Plans de futur a la diada de Sant Jordi de 2013

### Narrativa breu
- Línia (Columna, 1987)
- Amnèsia (Pòrtic, 1988), premi El Brot
- Tres és massa (Columna, 1991)
- Contagi (Cafè Central, 1993)
- La vida normal (Proa, 1998), premi Ciutat de Barcelona de Literatura Catalana
- La veritable història de Harald Bluetooth, relat escrit i enregistrat per ser descarregat al telèfon mòbil (L'Illa Diagonal, 2007)
- D'on trec el temps (Empúries, 2017)

### Novel·la
- L'home del sac (Columna, 1990)
- Mon oncle (Proa, 1996), premi Fundació Enciclopèdia Catalana de narrativa
- AblanatanalbA (Edicions 62, 1999)
- Monocle (Mòbil Books - La Vanguardia, 2003)
- De com s'escriu una novel·la (Empúries, 2004)
- Farsa (Planeta, 2006)
- Quiet (Empúries, 2008)
- Plans de futur (Proa, 2013), premi Sant Jordi.
- Res no és perfecte a Hawaii (Proa, 2016)
- La dona més pintada (Proa, 2023)[6]

#### Novel·la ludocriminal, sèrie "Comas i Coma"
- La novel·la de Sant Jordi (Amsterdam, 2018)
- Jugar-s'hi la vida (Amsterdam, 2019)
- Fora de joc a Montserrat (Empúries, 2021)

### Literatura infantil
- La llegenda de Sant Jordi, adaptació de la llegenda clàssica, amb il·lustracions de Cristina Losantos (Estrella Polar, 2016)
- Llegendes de Catalunya, en 15 lliuraments setmanals, amb il·lustracions de Pilarín Bayés (La Vanguardia, 2018)

#### Sèrie "Les Aventures de la Napeu", amb il·lustracions deRoser Calafell
- Més vella que l'anar a peu (Estrella Polar, 2020)
- Tot OK (Estrella Polar, 2020)
- En Perepunyetes i la Tiquismiquis (Estrella Polar, 2021)
- Kiwipèdia (Estrella Polar, 2021)
- Un zero a l'esquerra (Estrella Polar, 2022)
- Tenen àvia els robots? (Estrella Polar, 2022)

#### Sèrie "ShowCAT: L'espectacle és Catalunya!", amb il·lustracions de Xènia Castells Marsol
- Aterra a terra (La Galera, 2023)
- Anar a mar (La Galera, 2023)

### Assaig
- Verbàlia: Jocs de paraules i esforços de l'enginy literari (Empúries, 2000), premis Octavi Pellissa, Serra d'Or i Lletra d'Or
- Enviar i rebre (Columna, 2007), recull d'articles publicades a La Vanguardia i l'Avui
- Verbàlia 2.0 (Empúries, 2010)

### Ludolingüística
- Manual d'enigmística (Columna, 1991)
- Verbàlia.com: Jugar, llegir, tal vegada escriure (Empúries, 2002)
- Els 100 millors crucigrames de Màrius Serra i Pau Vidal, amb Pau Vidal (Empúries, 2004)
- Els 50 millors crucigrames amb enigma, amb Pau Vidal (Empúries, 2004)
- Els 65 millors crucigrames per tenir sort, amb Pau Vidal (Empúries, 2005)
- Els 66 crucigrames més lletrats, més 3 de lletruts, amb Pau Vidal (Empúries, 2005)
- Dicciomàrius (LaButxaca, 2010)
- Els millors encreuats | Los mejores crucigramas, amb Fortuny (Ara Llibres, 2015)
- Per què soc… enigmista? (ClarBooks, 2022)

### Teatre
- CaRRoussel, amb Josep Maria Fonalleras, Imma Monsó, Marta Rojals i Francesc Serés (Sembra, 2015), estrenada al Festival Grec 2015, sota la direcció de La Reial
- Qui ets?, adaptació de Quiet, estrenada a l'Espai Lliure el 2019, sota la direcció de Joan Arqué

## Traduccions

### De l'anglès
- 1987 — Banquet de meuques (Whore Banquets), novel·la de Matthew Kneale
- 1988 — Vies ràpides (Fast Lanes), novel·la de Jayne Anne Phillips
- 1988 — Wilt, més que mai (Wilt on High), novel·la de Tom Sharpe
- 1989 — Groucho i Chico, advocats (Flywheel, Shyster & Flywheel), guions de Groucho i Chico Marx
- 1990 — Memòries d'un amant sarnós (Memoirs of a Mangy Lover), memòries de Groucho Marx
- 1990 — Tot oblidant Elena (Forgetting Elena), novel·la d'Edmund White
- 1994 — Zona de guerra (The War Zone), novel·la d'Alexandre Stuart
- 1995 — Tribus (Tribes), novel·la d'Alexandre Stuart
- 2005 — Groucho Marx fa l'article (Groucho Marx and Other Short Stories and Tall Tales), columnes periodístiques de Groucho Marx
- 2007 — Arcàdia (Arcadia), drama de Tom Stoppard
- 2010 — Me'n recordo (I Remember), memòries de Joe Brainard
- 2012 — Els dolents (Shakespeare Villains), drama de Steven Berkoff
- 2019 — El somriure al peu de l'escala, adaptació teatral del conte The Smile at the Foot of the Ladder, de Henry Miller

També ha fet algunes traduccions en doblatge, com la sèrie Batman.

### Del castellà
- 2003 — Si la natura és la resposta, quina era la pregunta? (Si la naturaleza es la respuesta, ¿cuál era la pregunta?), aforismes de Jorge Wagensberg

### Altres
- 2020 — Tirant lo Blanc (Proa, 2020), versió completa al català actual del clàssic de Joanot Martorell

## Premis i reconeixements
- 1986 — Premi Ciutat d'Elx pel conte «Lletra menuda», inclòs dins el seu recull de narrativa breu Línia
- 1987 — Premi El Brot per Amnèsia
- 1994 — Fundació Enciclopèdia Catalana de narrativa per Mon oncle
- 1999 — Premi Ciutat de Barcelona per La vida normal
- 1999 — Premi Octavi Pellissa per Verbàlia
- 2001 — Premi Crítica Serra d'Or d'estudi literari per Verbàlia
- 2001 — Premi Lletra d'Or per Verbàlia
- 2006 — Premi Ramon Llull de novel·la per Farsa
- 2007 — Premi de la Crítica Teatral de Barcelona per la traducció d'Arcàdia de Tom Stoppard, estrenada al TNC, sota la direcció de Ramon Simó
- 2011 — Premi Memorial Lluís Companys de la Fundació Josep Irla.
- 2012 — Premi Sant Jordi de novel·la per Plans de futur